# Libera el pezón
Libera el pezón (en inglés: Free the Nipple) es un movimiento iniciado por la activista y cineasta Lina Esco que cuestiona la convención de considerar indecente la exposición de los pechos de la mujer, al contrario que la exposición del torso del hombre. La campaña no aboga exclusivamente para que las mujeres puedan desnudarse el torso en cualquier momento, sino que busca eliminar las tendencias de la sociedad de sexualizar la parte superior del cuerpo de las mujeres, llamando la atención a hipocresías e inconsistencias en la cultura norteamericana y su sistema legal que refuerza tabús. Últimamente, la campaña trata de descriminalizar el desnudo del torso femenino en los Estados Unidos y el empoderamiento de mujeres alrededor de los países occidentales, en una mayor lucha en contra de la desigualdad de género alrededor del mundo.

## Historia

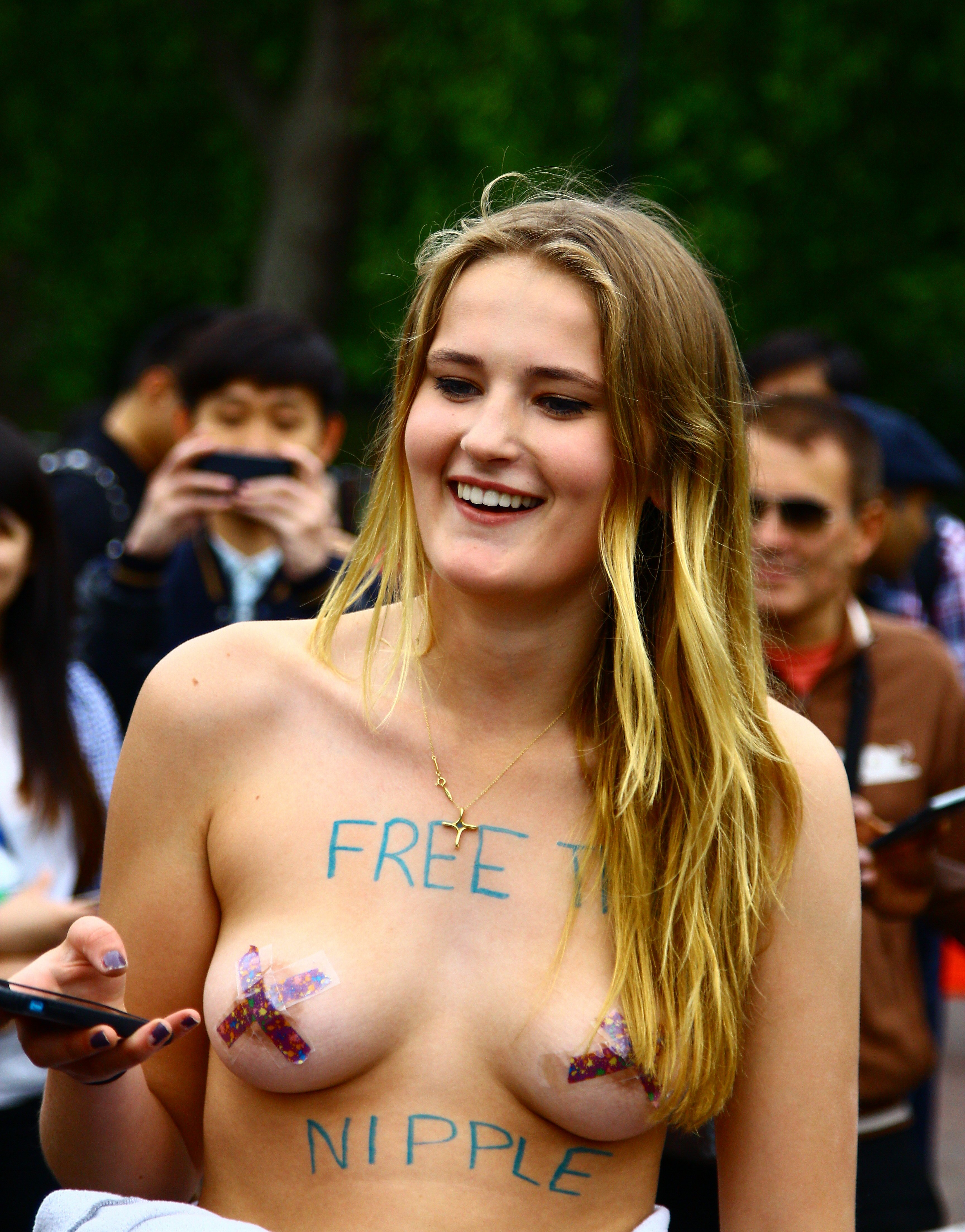
Una participante de la campaña en el World Naked Bike Ride en Londres, junio de 2015

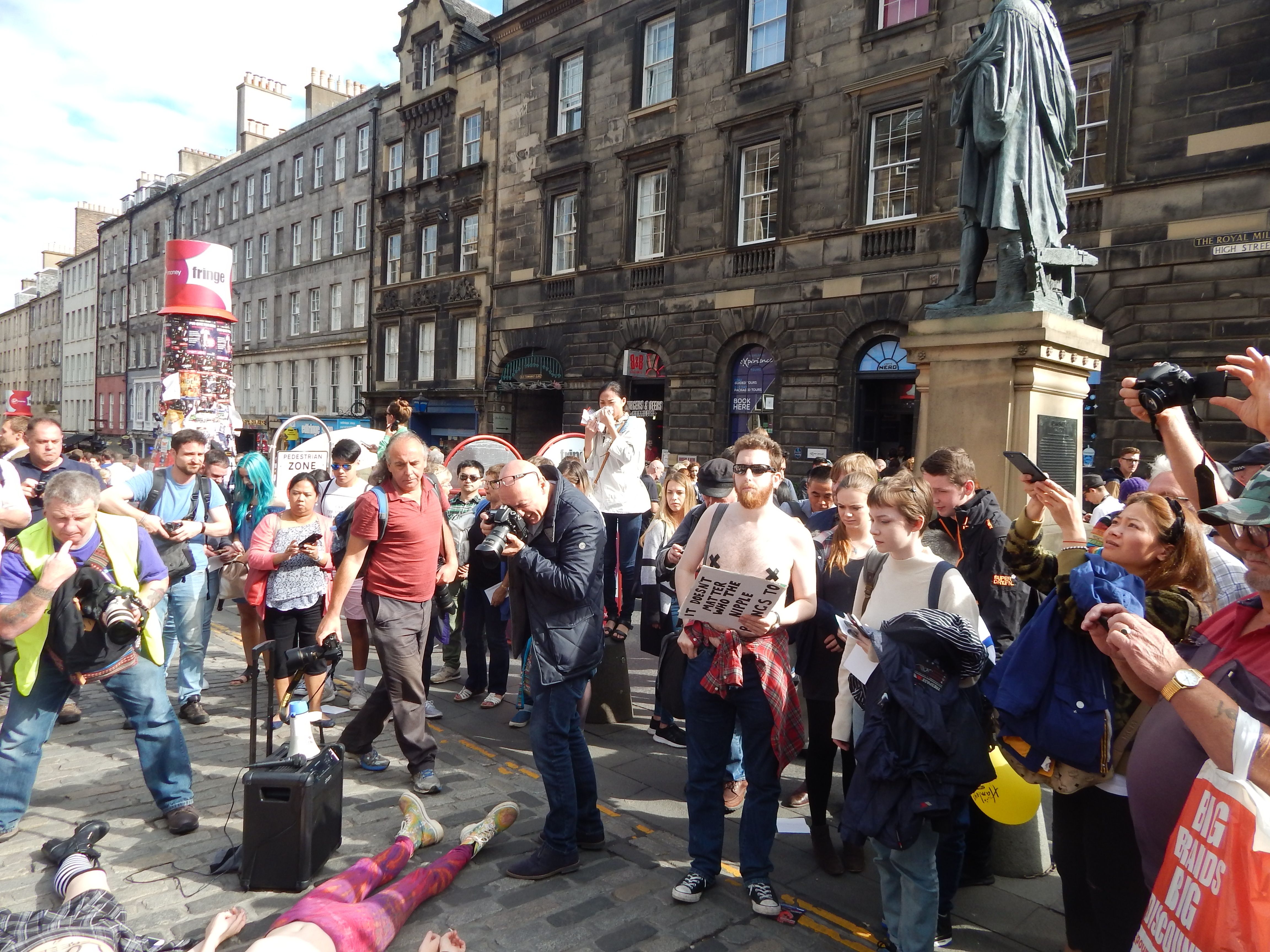
Free the nipple, Edinburgh Fringe Festival, 2017

A pesar de los cambios en estatutos y regularizaciones en cuanto a la legalización del desnudo en la parte superior del cuerpo para una mujer en diferentes estados, las mujeres siguen en riesgo de ser presentadas cargos por indecencia pública, disturbio de la paz o comportamiento obsceno. Por ejemplo, Phoenix Feeley fue arrestada y encarcelada por tener el pecho descubierto en el estado de Nueva York en el año 2005. Como los cargos fueron probados erróneos, considerando que el desnudo superior de una mujer había sido legal por casi 15 años en el estado de Nueva York. Feeley fue liberada y recibió posteriormente $29 000 dólares por daños.
En el 2015, la campaña recibió atención en Islandia y fue apoyado por MP Bjort Ólafsdottir, quien subió una foto con el pecho descubierto de ella misma, en solidaridad con una activista adolescente que fue acosada.

## Leyes de exposición indecente
De acuerdo con las leyes de desnudo y decencia pública de Estados Unidos, Hawái, Maine, Ohio y Texas, son los seleccionados de entre muchos estados que explícitamente legalizaron el desnudo de la parte superior del cuerpo, tanto como en hombres, como en mujeres en lugares públicos. Aun así, la mayoría de los estados de los Estados Unidos denota, explícita o implícitamente, que cualquier tipo de exposición de la areola femenina es un acto de exposición indecente, por lo que se convierte en una ofensa criminal. Arizona, Florida, Hawái, Illinois, Nueva York, Carolina del Sur, Utah, Virginia y Washington, son los únicos estados cuyas leyes diferencian a madres amamantando de “actos públicos obscenos.”
No es inherentemente ilegal estar con el pecho descubierto en el Reino Unido. En el 2009, la Policía Metropolitana de Londres le dijo a la cadena BBC “no es un crimen aparecer desnudo en público”
En el Reino Unido, es técnicamente legal broncearse desnudo en cualquier playa, y cada año en Londres hay una rodada en bicicleta de desnudos. Sin embargo, Stephen Gough ha pasado varios años en la cárcel en Escocia por incumplimiento de una orden por estar desnudo en público. En Eugene, Oregón es completamente legal estar con el pecho descubierto en el centro. 

## Censura en línea
Como reflexión de la cultura estadounidense, la cultura en línea también perpetúa y refuerza los tabúes sobre el pezón femenino porque en muchas plataformas de redes sociales como Facebook e Instagram prohíben cualquier “contenido gráfico” de la areola de una mujer. Los lineamientos para la comunidad de Instagram piden a sus usuarios que “mantengan su ropa puesta.” Sin embargo, esta regla parece solo aplicar a imágenes que contienen pezones femeninos ya que son removidas inmediatamente por Instagram a menos de que la areola esté tapada. En contraste, fotos de hombres sin playera normalmente no son sujetos a esta regulación. Chelsea Handler, Miley Cyrus, Rihanna y Scout Willis han sido censuradas por Instagram por fotos de sus pechos expuestos. Willow Smith también tuvo una publicación que fue removida porque se veía ella usando una playera con un par de pezones de mujer impresos en ella, a pesar de que la playera tenía un corte conservador.
El hashtag #freethenipple (libera el pezón) ha sido tomado en Instagram por pornografía, la cual ha sido reportada por usuarios a Instagram.

## Película
En el 2014, la directora estadounidense Lina Esco publicó su largometraje Free the Nipple (Libera el pezón). El largometraje se centra alrededor de un grupo de jóvenes mujeres que toman las calles de Nueva York para protestar en contra de los tabúes legales y culturales en cuanto a los pechos femeninos, presentando trucos publicitarios, grafitis, instalaciones y abogados de la Primera Enmienda. Fue originalmente grabado en 2012 pero el largometraje no pudo ser publicado, incitando a Esco a empezar el movimiento en diciembre del 2013.